# فرسنو د ریو تیرن
فرسنو د ریو تیرن (به اسپانیایی: Fresno de Río Tirón) یک شهرستان در اسپانیا است.